# Campionati asiatici di pugilato dilettanti
I campionati asiatici di pugilato dilettanti sono organizzati dalla ASBC (Asian Amateur Boxing Association). La prima edizione risale al 1963 I primi campionati femminili sono stati organizzati per la prima volta nel 2001.

## Campionati asiatici di pugilato dilettanti maschili
| Anno | Edizione | Luogo           |
| ---- | -------- | --------------- |
| 1963 | I        | Bangkok         |
| 1965 | II       | Seul            |
| 1967 | III      | Colombo         |
| 1969 | IV       | Manila          |
| 1971 | V        | Teheran         |
| 1973 | VI       | Bangkok         |
| 1975 | VII      | Yokohama        |
| 1977 | VIII     | Giacarta        |
| 1979 | IX       | Bombay          |
| 1981 | X        | Seul            |
| 1983 | XI       | Okinawa         |
| 1985 | XII      | Bangkok         |
| 1987 | XIII     | Kuwait          |
| 1989 | XIV      | Pechino         |
| 1991 | XV       | Bangkok         |
| 1993 | XVI      | Bangkok         |
| 1994 | XVII     | Teheran         |
| 1995 | XVIII    | Tashkent        |
| 1997 | XIX      | Kuala Lumpur    |
| 1999 | XX       | Tashkent        |
| 2002 | XXI      | Seremban        |
| 2004 | XXII     | Puerto Princesa |
| 2005 | XXIII    | Ho Chi Minh     |
| 2007 | XXIV     | Ulan Bator      |
| 2009 | XXV      | Zhuhai          |
| 2011 | XXVI     | Incheon         |
| 2013 | XXVII    | Amman           |
| 2015 | XXVIII   | Bangkok         |
| 2017 | XXIX     | Tashkent        |
| 2019 | XXX      | Bangkok         |

## Campionati asiatici di pugilato dilettanti femminili
| Anno | Edizione | Luogo       |
| ---- | -------- | ----------- |
| 2001 | I        | Bangkok     |
| 2003 | II       | Hisar       |
| 2004 | III      | Kaohsiung   |
| 2008 | IV       | Guwahati    |
| 2010 | V        | Astana      |
| 2012 | VI       | Ulan Bator  |
| 2015 | VII      | Ulaan Chab  |
| 2017 | VIII     | Ho Chi Minh |
| 2019 | IX       | Bangkok     |